# Турійськ
Турі́йськ — селище , розташоване на Волинському Поліссі над р. Турією, входить в Ковельський район Волинської області. Центр Турійської селищної громади з 2017 року. Населення 5500 меш. (2024). До 2020 року селище було центром Турійського району. Містечко вважається найдавнішою заселеною територією на Волині. Перша писемна згадка про нього в «Повісті минулих літ» належить до 1097 року.

## Історія
Турійщина заселялась у період пізнього палеоліту. Згодом тут, окрім східнослов'янських, з'явились і племена тюркського походження, про що свідчать пам'ятки старовини і топографічні назви деяких населених пунктів, як от: Дуліби, Туричани, Оса. Час заснування самого Турійська достеменно не відомий. Проте археологічні знахідки дають підстави твердити, що люди поселилися тут вже у VI—VII століттях. Як і на територіях ряду сіл, де були виявлені древні городища. А перша писемна згадка про містечко датується 1097 роком у несторівському літописі «Повість врем'яних літ».
У ХІ-ХІІ століттях територія сучасного району як частина земель історичної Волині входила до складу Волинського, а згодом — до Галицько-Волинського князівства. В 1205 р. був взятий литвинами. В 1515 р. Турійськ подарований королем Сигізмундом I-м князю Сангушку.
З історичних джерел відомо, що на старому замковищі серед багон над річкою Турія ще у XI—XV століттях був замок з цілою мережею підземних ходів. Спочатку дерев'яний, а потім — мурований. У литовсько-руську добу князь Роман Сангушко — володар Турійська — відбудував замок і зробив його неприступним для нападників. Він облаштував шпиталь-богадільню при церкві Святого Спаса. Турійськ був тоді одним з найбільших центрів ремісництва і торгівлі на Волині.
У 1569 році була прийнята Люблінська унія. Турійський князь Іван Заславський першим із староруського роду князів перейшов з віри своїх предків у римо-католицизм. Після його смерті полонізацію продовжував син — князь Владислав Домінік Заславський. Саме при ньому 1652 року в Турійську відбувся сеймик дворян Волинського воєводства. У цей час в околицях містечка з'явилися загони Богдана Хмельницького, у які масово вливалися міщани і селяни. Після смерті князя Владислава Домініка турійський маєток дістався у спадок його дочці Теофілії, котра через деякий час вийшла заміж за великого коронного маршалка князя Юзефа-Карла Любомирського. Ставши княгинею, побудувала в містечку величний римо-католицький костел Святого Франциска Селезія. Як і Преображенська церква, він був окрасою Турійська, сюди з'їжджалися віруючі з усієї округи.
4 лютого 1731 року в Турійську уклав шлюб з Терезою зі Жмігроду Стадніцкою Юзеф Кантій Оссолінський — син великого коронного підскарбія Францішека Максиміліяна. В середині 18 століття коштом власника — волинсього воєводи Юзефа Кантія Оссолінського — було побудовано приміщення палацу на території сучасного містечка. В 1759 р. містечко отримало магдебурзьке право від короля Августа III на прохання власника.
У 1793 році Турійщина у складі Волинського намісництва (з 1795 — губернії) ввійшла до Російської імперії. Швидкий плин часу приніс нові зміни в життя краю. Внаслідок подій революції в Росії і її фатальних наслідків він потрапив під владу Польщі.
Національні та соціальні утиски польських властей супроводжувалися зростанням політичної активності та патріотичної свідомості населення, з'явою комуністичних, згодом — націоналістичних організацій (зокрема ОУН). Підпільний комуністичний осередок в містечку очолювала молода вчителька Ганна Жежко. Під її керівництвом у 1923 році відбулася перша на Волині першотравнева демонстрація під червоними прапорами. Її учасники були заарештовані. 
У вересні 1939 року частина мешканців Турійська зустрічала Червону Армію. 20 січня 1940 року Турійськ став районним центром. 

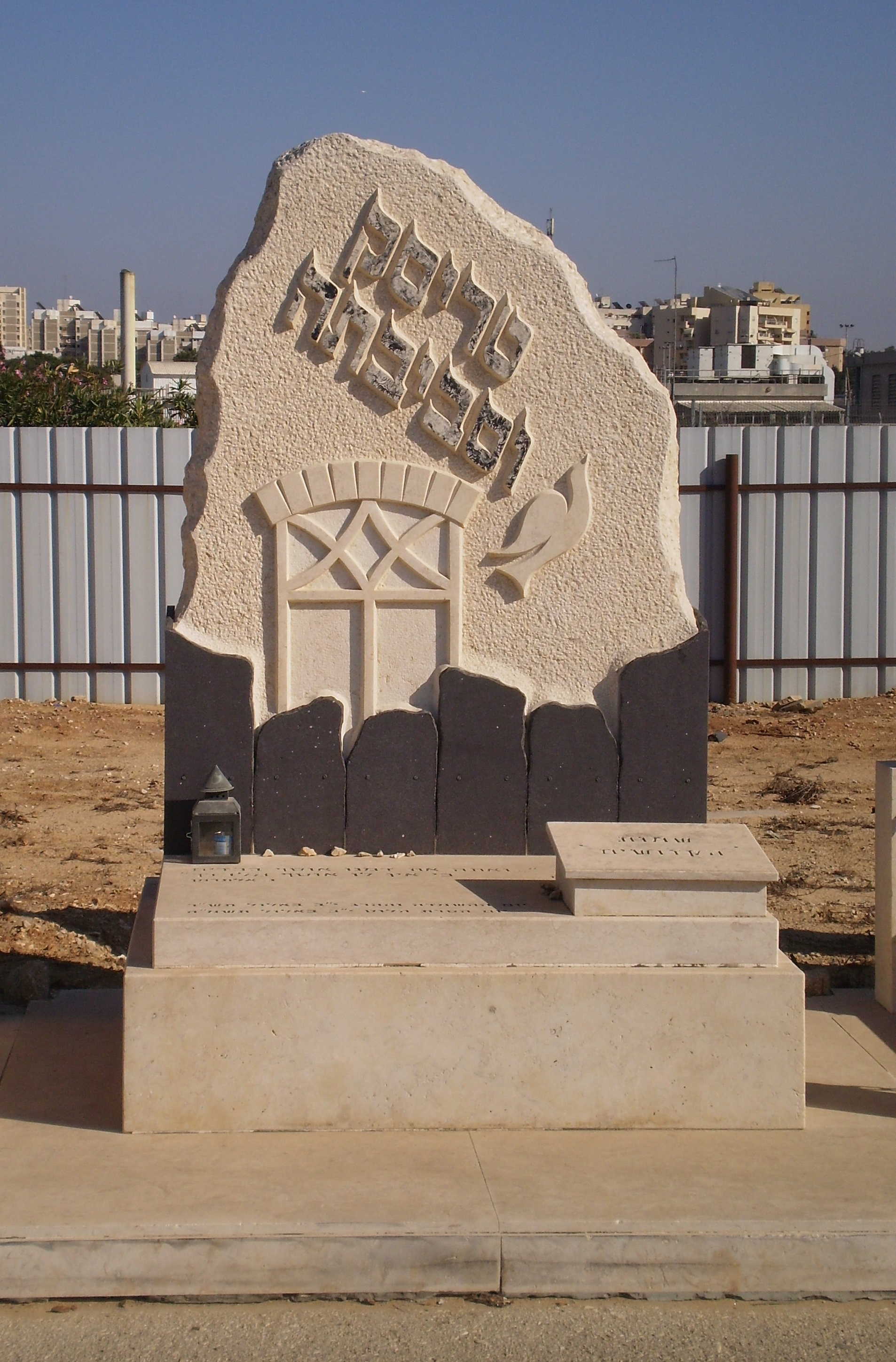
Меморіал, присвячений містянам-жертвам Голокосту (Холон, Ізраїль)

Найтрагічніші сторінки історії Турійська припадають на Другу світову війну. Окупація тривала з 30 червня 1941 року по 20 липня 1944-го. У цей період фашисти вчинили жорстоку розправу над єврейським населенням, знищивши понад 9 тисяч осіб. Тисячі людей були вивезені на примусові роботи до Німеччини.

## Населення

### Чисельність
| 1959    | 1970    | 1979    | 1989    | 2001    |
| ------- | ------- | ------- | ------- | ------- |
| 2 331   | ▲ 3 084 | ▲ 4 928 | ▲ 6 017 | ▼ 5 945 |
| 2003    | 2004    | 2005    | 2006    | 2007    |
| ▼ 5 881 | ▬ 5 881 | ▼ 5 834 | ▼ 5 778 | ▬ 5 766 |
| 2008    | 2009    | 2010    | 2011    | 2012    |
| ▼ 5 727 | ▼ 5 683 | ▬ 5 673 | ▲ 5 697 | ▲ 5 732 |
| 2013    | 2014    | 2015    | 2016    | 2017    |
| ▲ 5 754 | ▲ 5 775 | ▲ 5 812 | ▼ 5 739 | ▼ 5 689 |
| 2018    | 2019    | 2020    | 2021    | 2022    |
| ▬ 5 676 | ▲ 5 765 | ▲ 5 836 | ▲ 5 855 | ▼ 5 808 |

### Мова
Розподіл населення за рідною мовою за даними перепису 2001 року:
| Мова            | Кількість | Відсоток |
| --------------- | --------- | -------- |
| українська      | 5792      | 98.74%   |
| російська       | 68        | 1.16%    |
| білоруська      | 2         | 0.03%    |
| інші/не вказали | 4         | 0.07%    |
| Усього          | 5866      | 100%     |

## Маловідомі сторінки історії Турійська
- На початку серпня 1659 року з боку Володимира до Турійська увійшла лейб-рота коронного гетьмана польського під командуванням Патріка Леопольда Гордона, майбутнього військового наставника Петра І та засновника Преображенського полку. У ті часи, за словами відважного шотландця, Турійськ «являв собою містечко з садибою і фортом посеред боліт» і належав князю Домініку Заславському. За примхою долі майбутній організатор російської регулярної армії відвідав турійську землю під час підготовки до походу проти москвинів польського коронного війська спільно з козаками гетьмана Виговського та татарським військом під командуванням Нурадин-султана.

- У середині 18 століття містечко Турійськ стало власністю Оссолінських — відомого і заможного польського графського роду. Серед графів Оссолінських були полководці — воєводи, сановники — старости, навіть коронний канцлер (граф Юрій Оссолінський) часів королювання Яна ІІ Казимира і визвольної боротьби українського народу (1648—1654 рр). За господарювання Оссолінських у 1759 році містечку польським королем Августом ІІІ Фрідріхом було надане Магдебурзьке право, згодом, в 1773 році, на прохання власника, надано право проведення двох чотиритижневих ярмарків.

З іменем останнього дідича Турійська з родини Оссолінських пов'язана легенда про ікону «Найсвятішої Панни», яка знаходилась в місцевому костелі Францішека Селезія. На іконі була зображена Діва Марія з маленьким Ісусом, котрий сидів спершись на глобус. Прообразами Святої Діви і Божественного Дитяти стали дружина і син графа, які трагічно пішли з життя. Справа у тому, що вже одружений граф Оссолінський закохався в молоду селянку з турійського передмістя Липа, знехтував думкою своїх батьків та оточення, розірвав шлюб з «уродзоною» першою дружиною і одружився з простолюдинкою. Через деякий час в подружжя з'явився первісток. Щасливий вельможа, котрий бажав бачити образ коханих людей навіть у храмі замовив ікону Богоматері французькому живописцю Жеррару. Та щастя було недовгим. Графська родина, яка не змирилась зі своїм приниженням, найняла вбивць і отруїла осоружну невістку з дитиною. Молодий граф хоча і витримав удар долі, але зрікся світу й подався у монастир. Невдовзі Оссолінські продали свої турійські землі графам Мошинським, і тільки ікона в костелі нагадувала про короткочасне щастя нерівної любові багатія і селянки.
- Цю легенду описала в своїх «Записках кавалерст — дівиці» перша жінка — офіцер у світовій військовій історії Надія Дурова (1783—1886), котра у 1808 році під час проходження військової служби у Маріупольському гусарському полку деякий час проживала в Турійську. Ескадрони цього полку дислокувались у Ковелі, Турійську, Голобах. На час перебування в нашому селищі про справжнє ім'я корнета Олександрова вже було відомо як військовому командуванню так і однополчанам сміливої жінки, а на її грудях вже виблискував Георгіївський хрест, особисто вручений царем Олександром І за врятування Надією на полі бою старшого офіцера. До речі Надія Дурова — єдина жінка, нагороджена цією найвищою військовою нагородою Російської імперії.

- Влітку 1812 року на турійську землю вкотре прийшла війна. Цього разу між Російською імперією та наполеонівською Францією з союзниками. У липні через Турійськ у напрямку Ковеля йшли війська російської 3-ї Західної армії, які готувались до бою з австрійсько—французькими військами (наступали з Берестя на Кобринь). У середині вересня (11-12 числа) турійчани знову побачили російські війська, але вже добряче потріпані саксонцями генерала Реньє — засновника княжої династії сучасного Монако. Через Турійськ у напрямку на Туропин, Киселин, Торчин, Луцьк відступали частини під командуванням графа Ламберта, французького емігранта, який втік від революції до Росії і вступив на військову службу. Учня Суворова, героя битви при Чарново (Східна Прусія)[en] генерала Ламберта сучасники називали найкращим кавалерійським воєначальником епохи наполеонівських війн. В середині серпня між Турійськом і Володимиром були зосереджені корпуси Реньє[fr] (французи і саксонці), Шварценберга (австрійці) та до 10 тисяч польських конфедератів під командуванням генерала дивізії Антонія Косинського. В ході вересневого контрнаступу російської армії 12 вересня 1812 року французькі війська були вибиті з Турійська військами корпусу, яким командував генерал-майор Ламберт. В ході бою за Турійськ і форсуванні Турії відзначився підполковник князь Валеріан Григорович Мадатов. Молодого командира Олександрійського гусарського полку називали російським Мюратом (головнокомандувач французької кавалерії при Наполеоні). Командуючи авангардом корпусу генерал — ад'ютанта Ламберта князь Мадатов не тільки вибив французів з Турійська, але й гнав їх без зупинки до самого Бреста. До військової історії Валеріан Мадатов увійшов як герой Російсько-турецької (з двома сотнями стрільців під Батинськом розгромив 4-х тисячну колону турків) та Російсько-французької воєн, сподвижник генерала Єрмолова періоду російських завоювань на Кавказі, завойовник і намісник Шехінського, Ширванського і Карабаського ханств, генерала, який з двома стрілецькими батальйонами розбив ущент десятитисячну перську армію під Шамхором.

- Поряд з військовими подіями XIX століття для Турійська знаменувалось і виникненням Тріської династії євреїв-хасидів. Засновником цієї династій став рабин Аврахам (1806—1889), який більше відомий під іменем Магіда з Тріска (Турійська). До нього в Турійськ стікалися тисячі прихильників (серед них талмудисти, багаті євреї, рабини і навіть цадики інших, старіших династій). Магід приймав усіх як гостей і розміщав та годував за свій рахунок. Його проповідітбули сумішшю хасидського учення і каббали з нумерологією та гематрією. Перу Магіда із Тріска належать праці «Маген Аврахам» («Щит Аврахама», 1887) і) і «Шалош хадрахот ієшарот лі-зманім шонім» («Три праведні повчання на різні часи»). Раббі Аврахам користувався великим впливом серед хасидів і в період правління Миколи I був навіть заарештований за підозрою в підбурюванні до непокори уряду. Справу батька продовжили його сини Менахем Нахум з Бріська (Берестя), Мордехай з Кужміра та Яків Лейба з Тріська (Турійська), а згодом і онуки.

- На початку XX століття Турійськ за словником Брокгауза і Ефрона являв собою «…бедное, захудалое местечко с 2872 жит.; 2 православных церкви, церковано-приходская школа, 2 водяных мельницы, 4 ярмарки. Посреди местечка развалины большого каменного замка. В 1890 г. здесь найден монетный клад. Из церквей одна (Преображенская) построена в XVI ст…». Але саме того часу до Турійська дійшла цивілізація. Влітку 1900 року вже повним ходом функціонувала новозбудована залізнична станція. Перша письмова згадка про неї пов'язана з відбудовою Мстиславого храму Успіння Божої Матері у місті Володимирі і пов'язана з отриманням 18 вересня (1 жовтня) 1900 року саме на станції Турійськ Великим князем Костянтином Костянтиновичем Романовим вітальної телеграми від російського царя Миколи ІІ.

- Постановою Кабінету Міністрів України від 26 липня 2001 р. N 878 смт. Турійськ віднесено до Списку історичних населених місць України.
- 19 липня 2020 року, в результаті адміністративно-територіальної реформи та ліквідації Турійського району, селище увійшло до новоутвореного Ковельського району[19].
- 12 червня 2020 року, відповідно до розпорядження Кабінету Міністрів України № 708-р «Про визначення адміністративних центрів та затвердження територій територіальних громад Волинської області», увійшло до складу Турійської селищної територіальної громади[20].

## Відомі люди
У Турійську в різний час народились, навчались, проживали і працювали люди, які своєю працею прославляли Україну та її народ:
- Ткач Дмитро Іванович — посол України в республіці Угорщина
- Юрій Миколайович Троць — відомий журналіст, український письменник
- Лариса Данилівна Мікоян (Воронова) — артистка Волинського обласного театру ляльок, Заслужена артистка України
- Петро Дем'янович Ткачук — кандидат історичних наук, доцент кафедри історії світових цивілізацій
- Іван Панасович Гаврилюк — кандидат медичних наук, заслужений лікар України, винахідник колишнього Радянського Союзу
- Ростислав Любомирович Валіхновський — генеральний директор клінічного центру естетичної та пластичної хірургії, однієї з провідних клінік м. Києва
- Михайло Олександрович Вільчинський — доктор медичних наук, професор
- Сергій Сидорович Левуш — доктор хімічних наук, професор, завідувач кафедрою охорони праці Національного університету «Львівська політехніка»
- Колесник Віктор Пантелеймонович — український історик, доктор історичних наук, професор, член Української академії історичних наук
- Муравський Леонід Ігорович — член-кореспондент НАН України, доктор технічних наук, професор, провідний науковий співробітник Фізико-механічного інституту ім. Г.В. Карпенка НАН України.
- Рудич Василь Антонович — відомий журналіст, український письменник
- Марчук Володимир Павлович — художник, голова правління Волинської організації Національної спілки художників України, заслужений діяч мистецтв України.
- Зігмунд Румель — польський та український поет, діяч польського національного руху на Волині, жорстоко вбитий ОУНівцями під час мирних перемовин.